# Festival di San Sebastián 1974
La 22ª edizione del Festival internazionale del cinema di San Sebastián si è svolta a San Sebastián dal 14 al 25 settembre 1974.

## Selezione ufficiale

### Concorso
- 11 Harrowhouse, regia di Aram Avakian
- Álljon meg a menet!, regia di Livia Gyarmathy
- Anastasia mio fratello, regia di Steno
- La rabbia giovane (Badlands), regia di Terrence Malick
- Boquitas pintadas, regia di Leopoldo Torre Nilsson
- Drzwi w murze, regia di Stanisław Różewicz
- Il viaggio, regia di Vittorio De Sica
- La circostanza, regia di Ermanno Olmi
- Una donna... una moglie (La femme de Jean), regia di Yannick Bellon
- La loba y la Paloma, regia di Gonzalo Suárez
- Il segreto (Le Secret), regia di Robert Enrico
- Lidé z Metra, regia di Jaromil Jireš
- Presagio, regia di Luis Alcoriza
- Perché un assassinio (The Parallax View), regia di Alan J. Pakula
- Il colpo della metropolitana (Un ostaggio al minuto) (The Taking of Pelham One Two Three), regia di Joseph Sargent
- Il seme del tamarindo (The Tamarind Seed), regia di Blake Edwards
- Tormento, regia di Pedro Olea
- Traumstadt, regia di Johannes Schaaf
- Tsugaru jongarabushi, regia di Kôichi Saitô
- Veris ubnis melodiebi, regia di Giorgi Shengelaia

### Fuori concorso
- Il grande Gatsby (The Great Gatsby), regia di Jack Clayton
- W: Un thriller per Twiggy (W), regia di Richard Quine

## Premi
- Concha de Oro: La rabbia giovane (Badlands), regia di Terrence Malick
- Concha de Plata alla migliore attrice: Sophia Loren, per Il viaggio
- Concha de Plata al miglior attore: Martin Sheen, per La rabbia giovane (Badlands)